# Svebor
Svebor („všechny typy boje“) je bojové umění původem ze Srbska. Kořeny má zřejmě ve středověkých turnajích a bitvách, kdy se snaží jezdci navzájem shodit ze sedla, nebo bojují s mečem či sekyrou. Proto taky využívá některých bezohledných praktik jako použití kamenů nebo údery hlavou.